# Biskupi bredzcy
Biskupi bredzcy - lista biskupów ordynariuszy i sufraganów diecezji bredzkiej, w Holandii.

## Wikariat apostolski Bredy (1803-1853)
| L.p. | Lata rządów | Imię i nazwisko          | Informacje dodatkowe      |
| ---- | ----------- | ------------------------ | ------------------------- |
| 1.   | 1803–1826   | bp Adrianus van Dongen   | biskup tytularny          |
| 2.   | 1827–1853   | bp Johannes van Hooydonk | biskup tytularny Dardanus |

## Diecezja bredzka

### Ordynariusze
| L.p. | Lata rządów | Imię i nazwisko                             | Informacje dodatkowe                                   |
| ---- | ----------- | ------------------------------------------- | ------------------------------------------------------ |
| 1.   | 1853–1867   | bp Johannes van Hooydonk                    |                                                        |
| 2.   | 1868–1874   | bp Johannes van Genk                        |                                                        |
| 3.   | 1874–1884   | bp Henricus van Beek                        |                                                        |
| 4.   | 1885–1914   | bp Petrus Leyten                            |                                                        |
| 5.   | 1914–1951   | bp Pieter Adriaan Willem Hopmans            |                                                        |
| 6.   | 1951–1961   | bp Joseph Wilhelmus Maria Baeten            | do śmierci w 1964 r. tytularny arcybiskup Stauropolis. |
| 7.   | 1962–1967   | bp Gerardus Hernricus De Vet                |                                                        |
| 8.   | 1967–1992   | bp Hubertus Ernst                           |                                                        |
| *    | 1992–1994   | bp Hubertus Ernst                           | administrator apostolski                               |
| 9.   | 1994–2007   | bp Martinus Petrus Maria Muskens            |                                                        |
| 10.  | 2007–2011   | bp Johannes Harmannes Jozefus van den Hende |                                                        |
| 11.  | od 2011     | bp Jan Liesen                               |                                                        |

### Sufragani
- 1945–1951: bp Joseph Wilhelmus Maria Baeten, koadiutor, biskup tytularny Dorylaëum
- 2006–2007: bp Johannes Harmannes Jozefus van den Hende, koadiutor